# Александровка (Саннинська сільська рада)
Алекса́ндровка (рос. Александровка, башк. Александровка) — присілок у складі Благовіщенського району Башкортостану, Росія. Входить до складу Саннинської сільської ради.
Населення — 40 осіб (2010; 131 в 2002).
Національний склад:
- росіяни — 77 %